# Мистична пица
Мистична пица (енгл. „Mystic Pizza“) је амерички љубавни драмски филм из 1988. године. За Мета Дејмона је ово био први наступ на филму, а за Џулију Робертс прва већа улога.

## Радња
Летња сезона је завршена у малом летовалишту Мистика. Скоро сви туриста су отишли, а три младе конобарице пријатног кафића „Мистик Пица” настављају да сањају о романтичној љубави. Џоџо се спрема да се уда за пријатеља из детињства, али се онесвести пред олтаром. Смерна Кет сигурно зна да жели да уђе на универзитет на факултет астрономије. Она је заљубљена у Тима - витак, згодан и ожењен. Дејзи може да окрене главу сваком човеку. Она упознаје богатог студента права, Чарлија. Он је прва особа из "високог друштва" која воли више од Дејзиног лица и фигуре. У малом граду пуном богатих туриста лети и португалских рибара зими, три младе жене се спријатељују и сањају о романтичној љубави.

## Улоге
| Глумац            | Улога                      |
| ----------------- | -------------------------- |
| Анабет Гиш        | Кет                        |
| Џулија Робертс    | Дејзи                      |
| Лили Тејлор       | Џоџо                       |
| Винсент Д'Онофрио | Бил                        |
| Вилијам Р. Мозес  | Тим Треверс                |
| Адам Сторк        | Чарлс Гордон Виндзор млађи |
| Мет Дејмон        | Стимер                     |